# احمد کاشف شیرازی
احمد کاشف شیرازی (ز 1309 ق)،  از وکلا و روزنامه نگاران معاصر اهل شیراز بود که در دوره قاجار و پهلوی در شیراز سكونت داشت. وى با صاحب «دانشمندان و سخن‏سرایان فارس» معاصر بود. نام وی احمد ظریف بود که پس از تاسیس روزنامه ظریف به کاشف تغییر نام داد. احمد كاشف معروف به حاج کاشف در 1304 ش امتیاز روزنامه‏ «ظریف» را گرفت و تا 1309 ش انتشار آن را ادامه داد. بناى این روزنامه‏ ى فكاهى بر مبارزه با خرافات و بدعت‏هاى مذهبى قرار داشت.